# Union Sportive Créteil-Lusitanos
El Unión Deportivo Créteil-Lusitanos es un club de fútbol francés, de la ciudad de Créteil en Isla de Francia. Fue fundado en 1936 y juega en el Championnat National 2.

## Historia
El Union Sportive Créteil-Lusitanos se funda en 1936 con el nombre de US Créteil. En 2002 se fusiona con otro equipo, Lusitanos de Saint-Maur, cambiándose el nombre por el actual.
En la temporada 1988-1989 el equipo debuta en la Ligue 2.

## Uniforme
- Uniforme titular: Camiseta azul, pantalón azul y medias azules.
- Uniforme alternativo: Camiseta blanca, pantalón blanco y medias blancas.

## Estadio
Juega en el Stade Dominique Duvauchelle, inaugurado en 1985, con capacidad para 12.050 personas.
El nombre del estadio proviene de un periodista de la ciudad, Dominique Duvauchelle, fallecido antes de la inauguración.

## Datos del club
- Temporadas en la Ligue 1: 0
- Temporadas en la Ligue 2: 7

## Jugadores

### Jugadores destacados
- Riffi Mandanda
- Cheikh N'Doye

## Palmarés
- Championnat National: 2

1988, 2013
- CFA: 1

1987
- Division d'Honneur (Île-de-France): 2

1962, 1986